# Hörsel
Hörsel is een landgemeente in de Landkreis Gotha in de Duitse deelstaat Thüringen. Zetel van het bestuur is Hörselgau.

## Geografie
De gemeente Hörsel ligt in het westen van de Landkreis Gotha, ongeveer tien kilometer westelijk van Gotha en ongeveer 15 kilometer oostelijk van Eisenach. Door het zuiden van het gemeentegebied stroomt de naamgevende rivier Hörsel.

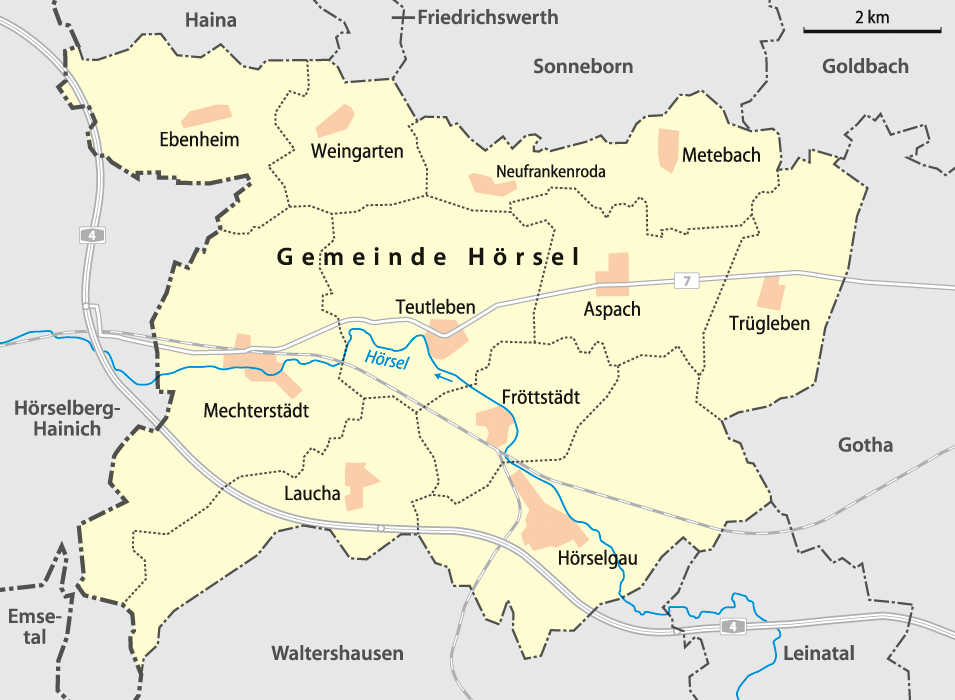
Ortsteile von Hörsel

Ortsteilen van de gemeente Hörsel zijn Aspach, Ebenheim, Fröttstädt, Hörselgau, Laucha, Mechterstädt, Metebach (incl. Neufrankenroda), Teutleben, Trügleben en Weingarten.
| Wapen        | Ortsteil     | Inwoners 31 dec. 2010 | Oppervlakte ha |
| ------------ | ------------ | --------------------- | -------------- |
|              | Aspach       | 413                   | 588            |
| Ebenheim     | Ebenheim     | 239                   | 645            |
|              | Fröttstädt   | 408                   | 399            |
| Hörselgau    | Hörselgau    | 1.203                 | 1.153          |
| Laucha       | Laucha       | 549                   | 665            |
| Mechterstädt | Mechterstädt | 1.035                 | 1.242          |
|              | Metebach     | 185                   | 563            |
|              | Teutleben    | 356                   | 782            |
|              | Trügleben    | 363                   | 607            |
|              | Weingarten   | 157                   | 402            |

### Buurgemeenten
Buurgemeenten zijn in de Landkreis Gotha Haina, Friedrichswerth, Sonneborn en Goldbach in het noorden, de stad Gotha in het oosten, Leinatal in het zuidoosten en Waltershausen in het zuiden. In Wartburgkreis ligt de westelijke buurgemeente Hörselberg-Hainich.

## Geschiedenis
De gemeente Hörsel is op 1 december 2011 door een vrijwillige fusie van de gemeenten Aspach, Ebenheim, Fröttstädt, Hörselgau, Laucha, Mechterstädt, Metebach, Teutleben, Trügleben en Weingarten ontstaan.
De tien gemeenten werkten sinds maart 1994 in de Verwaltungsgemeinschaft Hörsel samen. Nadat de Verwaltungsgemeinschaft in 2009 onder het wettelijk voorgeschreven aantal van 5000 inwoners gekomen was, besloten de gemeenteraden in het voorjaar 2010 tot een ombouw in een landgemeente. Van 1 augustus tot 9 oktober 2011 lag het wetsontwerp voor de gemeentefusie ter inzage in de gemeenten.
Op 16 november 2011 had de Thüringer Landtag de wet tot vrijwillige herindeling van kreisgebonden gemeenten in 2011 aangenomen, zodat de Verwaltungsgemeinschaft Hörsel op 1 december 2011 opgeheven en de landgemeente Hörsel gevormd kon worden.